# Mai 1943
Les événements concernant la Seconde Guerre mondiale sont détaillés dans l'article Mai 1943 (Seconde Guerre mondiale).

## Événements
- Empire du Japon : création du Ministère de la Grande Asie. Création d’un « périmètre de défense absolue ».
- Les forces italiennes en Afrique capitulent à Tunis face à la contre-offensive alliée.

- 7 mai : les Français prennent Pont-du-Fahs (Tunisie).

- 12 mai :
  - entrée du général français Giraud à Tunis ;
  - défaite majeure des Allemands et des Italiens en Tunisie contre les alliés (250 000 prisonniers). Le général von Arnim capitule.

- 12 - 27 mai : la troisième conférence de Washington (nom de code : Trident) entérine le principe d’un débarquement sur les côtes françaises. Churchill en fait repousser la réalisation au printemps 1944.

- 12 mai - 3 juin : victoire chinoise sur le Japon à la bataille de l'ouest d'Hubei.

- 15 mai : dissolution de la IIIe Internationale communiste.

- 17 mai :
  - bombardements aériens alliés de Bordeaux ;
  - ralliement de l'escadre française d'Alexandrie à la France libre du Général de Gaulle ;
  - Des bombardiers Avro Lancaster modifiés larguent des bombes rebondissantes contre des barrages de la Ruhr. C'est l'opération Chastise.

- 20 mai : Tchang Kaï-chek, déjà chef de l'armée et du gouvernement, redevient président de la République de Chine.

- 23 mai : le premier ministre de l'Alberta William Aberhart, âgé de 64 ans, meurt en fonction lors d'une visite à Vancouver, dans la province canadienne de la Colombie-Britannique.

- 24 mai : mort du premier milicien tué par la Résistance.

- 27 mai : première réunion, à Paris, sous la présidence de Jean Moulin, du Conseil national de la Résistance (CNR), constitué de représentants de la Résistance, des partis politiques et des syndicats.

- 30 mai :
  - de Gaulle s’installe à Alger ;
  - Maurice Druon et son oncle, Joseph Kessel, écrivent les paroles françaises du Chant des partisans, dans un hôtel du Surrey, au sud de Londres.

## Naissances
- 1er mai : Georges Pontier, évêque catholique français, archevêque de Marseille.
- 4 mai :
  - Alain Van der Biest, homme politique belge († 17 mars 2002).
  - Alain Péclard, artiste suisse.
- 6 mai : 
  - Parry Mitchell, homme politique britannique.
  - Alexis Thambwe Mwamba, homme politique de la République démocratique du Congo et Président du Sénat congolais de 2019 à 2021.
- 9 mai : Kiyoshi Kuromiya, auteur et militant des droits humains américain († 10 mai 2000).
- 11 mai : Nancy Greene, skieuse alpine et sénateur.
- 14 mai :
  - Ólafur Ragnar Grímsson, homme politique islandais.
  - Jean-Paul Gobel, archevêque catholique français, nonce apostolique en Géorgie (en), Arménie (en) et Azerbaïdjan (en) puis au Sénégal, au Mali (en), en Guinée-Bissau (en) et au Cap-Vert, au Nicaragua (en) et enfin en Iran (en)
- 16 mai : Ove Kindvall, footballeur suédois († 5 août 2025).
- 17 mai : Naceur Ktari, réalisateur tunisien.
- 20 mai : Stéphane Collaro : animateur de télévision, journaliste, humoriste, acteur, réalisateur et scénariste français.
- 22 mai : Jean-Louis Heinrich, footballeur français († 14 septembre 2012).
- 23 mai : Felix Slováček, musicien tchèque.
- 25 mai : Jean-Claude Sachot, acteur de doublage français († 12 mars 2017).
- 26 mai : Henri Rabaute, coureur cycliste français († 10 novembre 2000).
- 27 mai : Cilla Black, chanteuse, actrice, animatrice et présentatrice britannique († 2 août 2015).
- 28 mai : Irio Ottavio Fantini, illustrateur italien († 22 mai 2009).
- 31 mai :
  - Wayne Carson, auteur-compositeur et musicien de country américain († 20 juillet 2015).
  - Sharon Gless, actrice de télévision américaine.

## Décès
- 16 mai : Roberto Marcolongo, 81 ans, mathématicien et physicien italien (° 28 août 1862)
- 23 mai : William Aberhart, premier ministre de l'Alberta alors qu'il était en fonction.